# Resistència a la insulina
La resistència a la insulina (IR) és la condició en la qual les quantitats normals de insulina són insuficients per produir una resposta d'insulina normal des del teixit adipós, cèl·lules del múscul esquelètic i fetge. La resistència a la insulina en cèl·lules grasses redueix els efectes de la insulina i ocasiona la hidròlisi elevada dels triglicèrids emmagatzemats. L'augment de la mobilització d’aquests lípids eleva els àcids grassos lliures al plasma sanguini. La resistència a la insulina en cèl·lules musculars redueix la captació de glucosa (i l'emmagatzematge local tant de glucosa com de glicogen), mentre que la resistència a la insulina en cèl·lules del fetge ocasiona una síntesi de glicogen deteriorada i un fracàs en la supressió, quan s’escau, de la producció de glucosa. Les concentracions elevades d'àcids grassos a la sang (associades a la resistència a la insulina i diabetis mellitus tipus 2 (DM2)), redueixen la resposta de glucosa dels músculs, i augmenten la producció de glucosa del fetge i tot contribueix a elevar la concentració de glucosa a la sang. Nivells alts d'insulina i glucosa al plasma a causa de resistència a la insulina es consideren que són l'origen de síndrome metabòlica i la DM2, incloent-hi les seves complicacions.

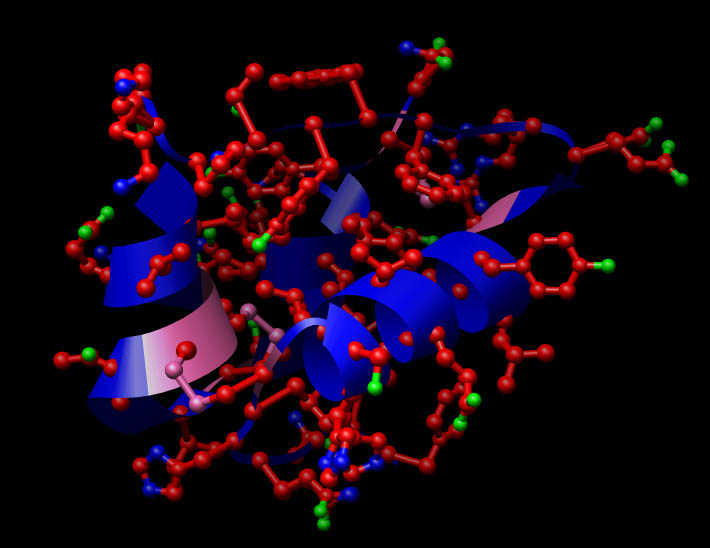
Molècula de la insulina, Carboni (vermell), Oxigen (verd), Carboni (blau) i Sulfur (rosa)

## Símptomes d'IR
- Cansament.
- Cervell ofuscat i incapacitat de centrar-se. A vegades el cansament és físic, però sovint és mental.
- Sucre alt en sang.
- Inflor intestinal. El gas intestinal es produeix a partir dels carbohidrats de la dieta. Les víctimes de resistència a la insulina que mengen carbohidrats a vegades pateixen de gasos.
- Somnolència. Molta gent amb resistència a la insulina es queden adormits immediatament després d'un àpat que conté més d'un 20% o d'un 30% de carbohidrats.
- Augment de pes, emmagatzemament de greixos, dificultat per perdre pes. Per a la majoria de persones, un augment de pes és un augment de greix. El greix en IR s'emmagatzema generalment dins i al voltant dels òrgans abdominals tant en homes com en dones. Actualment se sospita que els efectes hormonals d'aquest greix siguin una causa que precipita la resistència a la insulina.
- Augment dels nivells de triglicèrids en sang.
- Augment de la pressió arterial. Molta gent amb hipertensió és també diabètica o prediabètica i tenen nivells elevats d'insulina a causa de la resistència a la insulina. Un dels efectes de la insulina és a les parets arterials de tot el cos.
- Depressió. A causa que el metabolisme s'altera com a resultat de la resistència a la insulina, els efectes psicològics no són inusuals. Es diu que la depressió és el símptoma psicològic predominant.

## Fisiopatologia
En una persona amb un metabolisme normal, la insulina s'allibera de les cèl·lules β dels Illots de Langerhans situats al pàncrees després de menjar ("postprandial"), i indica teixits sensibles a la insulina del cos (p. ex., múscul, teixit adipós) per absorbir glucosa. Això disminueix els nivells de glucosa en sang. Les cèl·lules β redueixen la seva producció d'insulina i els nivells de glucosa en sang cauen, amb el resultat que la glucosa en sang es manté aproximadament a 5 mmol/L (mM) (90 mg/dL). En una persona resistent a la insulina, els nivells normals d'insulina no tenen el mateix efecte sobre el múscul i cèl·lules del teixit adipós, amb el resultat que la glucosa es queda més elevada que de normal. Per compensar això, el pàncrees en un individu resistent a la insulina estimula a alliberar més insulina. Els nivells d'insulina elevats tenen efectes addicionals (vegeu insulina) que provoquen més efectes biològics per tot el cos.
El tipus més comú de resistència d'insulina està associat amb una recollida de símptomes coneguts com a síndrome metabòlica. La resistència a la insulina pot progressar totalment a DM2. Això es veu sovint quan es produeix hiperglucèmia després d'un àpat, quan les cèl·lules pancreàtiques són incapaces de produir la insulina suficient per mantenir els nivells de sucre de sang normals (euglicèmia). La incapacitat de les cèl·lules de produir suficient insulina en condicions d'hiperglucèmia és què caracteritza la transició des de resistència a la insulina fins a DM2.
Diversos estats de la malaltia fan els teixits de cos més resistents a les accions d'insulina. Els exemples inclouen infecció (aconseguida pel citocina TNF) i acidosi. Investigacions recents investiguen els papers de les adipocines (citocines produïdes pel teixit adipós) a la resistència a la insulina. Certs medicaments també poden ser associades amb la resistència a la insulina (p. ex. glucocorticoides).
La insulina mateixa pot conduir a la resistència a la insulina; cada vegada que una cèl·lula està exposada a insulina, la producció de GLUT4 (quatre tipus de receptors de glucosa) a la membrana de la cèl·lula es disminueix. Això comporta una necessitat més gran d'insulina, que una altra vegada condueix a menys receptors de glucosa. L'exercici inverteix aquest procés al teixit muscular, excepte si s'ha deixat lliure, pot revertir a resistència a la insulina.
Nivells elevats de glucosa en sang - sense tenir en compte la causa - porta a un augment de la glucosilació de proteïnes amb canvis en la funció de la proteïna per tot el cos.
La resistència a la insulina es troba sovint en gent amb teixit adipós visceral (i.e., un grau elevat de teixit gras sota la paret abdominal dels músculs – és diferent al teixit adipós subcutani o el greix entre la pell i la paret muscular, especialment en qualsevol altre lloc del cos, com malucs o cuixes), hipertensió, hiperglucèmia i dislipèmia impliquen un augment de triglicèrids i lipoproteïnes petites de densitat baixa (sdLDL), i nivells de colesterol de HDL disminuïts. Respecte al teixit adipós visceral, molta evidència suggereix dos enllaços forts amb la resistència a la insulina. Primer, a diferència del teixit adipós subcutani, les cèl·lules adiposes viscerals produeixen quantitats significatives de citocines proinflamatòries com el factor de necrosi tumoral alfa (TNF-a), i Interleucines-1 i -6, etc. En nombrosos models experimentals, aquestes citocines proinflamatòries interrompen profundament l'acció de la insulina normal en cèl·lules grasses i musculars, i poden ser un factor essencial provocant la resistència a la insulina de tot el cos observada en pacients amb teixit adipós visceral. Molta atenció a la producció de citocines proinflamatòries s'ha centrat en la via IKK-beta/NF-kappa-B, una xarxa de proteïna que millora la transcripció de gens de citocina. Segon, el teixit adipós visceral es relaciona amb una acumulació de greix al fetge, una condició coneguda com a malaltia no alcohòlica de fetges grassos (NAFLD). El resultat de NAFLD és un alliberament excessiu d'àcids grassos lliures al corrent sanguini (a causa d'un augment de la lipòlisi), i un augment de producció de glucosa hepàtica, els dos tenen l'efecte d'exacerbar resistència a la insulina perifèrica i augmentar la probabilitat de DM2.
La resistència a la insulina s'associa sovint amb un estat d'hipercoagulabilitat (fibrinòlisi deteriorada) i un augment dels nivells de citocines inflamatòries.
La resistència d'insulina també es troba ocasionalment en pacients que utilitzen insulina. En aquest cas, la producció d'anticossos contra insulina porta a reduccions del nivell de glucosa més baixes del que s'esperava (glicèmia) després d'una dosi específica d'insulina. Amb el desenvolupament d'insulina humana durant els anys 1980 i la disminució de l'ús d'insulines animals (p. ex., porc, bou), aquest tipus de resistència d'insulina s'ha tornat inusual.
El magnesi (Mg) és present a les cèl·lules del fetge i la seva concentració en el plasma és extraordinàriament constant en individus sans. El plasma i concentracions Mg intracel·lulars són estretament regulades per uns quants factors. Entre ells, la insulina sembla que sigui un dels més importants. Estudis in vitro i in vivo han demostrat que la insulina pot modular l'intercanvi de Mg de l'espai extracel·lular a l'espai intracel·lular. La concentració de Mg intracel·lular també s'ha ensenyat perquè sigui eficaç en la regulació de l'acció d'insulina (principalment metabolisme oxidatiu de la glucosa), per compensar l'acoblament de contracció-excitació relacionat amb el calci, i disminuir les respostes de les cèl·lules llises a estímuls despolaritzants. Les concentracions pobres de Mg intracel·lular, com el que trobem a la DM2 i en pacients hipertensos, poden ocasionar una activitat de tirosina-cinasa defectuosa als receptors d'insulina i exageren la concentració de calci intracel·lular. Els dos esdeveniments són responsables de perjudicar l'acció d'insulina i empitjorar la resistència a la insulina en pacients diabètics i hipertensos no insulino-dependents. Per altra banda, en pacients de DM2 l'administració diària de Mg, que restaura una concentració de Mg intracel·lular més apropiada, contribueix a millorar la resposta a la insulina mitjançant la captació de glucosa. Els beneficis derivats de la suplementació diària de Mg es donen basant-se en estudis epidemiològics que prediuen una incidència més baixa de DM2.

## Investigació

### Nivells d'insulina en dejú
Un nivell d'insulina de sèrum en dejú més gran que el límit superior dels normals que l'estudi utilitzava (aproximadament 60 pmol/L) és considerat evidència de resistència a la insulina.

### Test de la tolerància oral a la glucosa (TTOG)
Durant una prova de tolerància a la glucosa, que es pot utilitzar per diagnosticar DM2, un pacient en dejú pren una dosi oral de 75g de glucosa. Els nivells de glucosa en sang es mesuren passades 2 hores.
La interpretació es basa en directrius de l'OMS. Després de 2 hores, una glicèmia inferior a 7.8 mmol/L (140 mg/dl) és considerada normal, una glicèmia d'entre 7.8 a 11.0 mmol/dl (de 140 a 197 Mg/dl) és considerat com intolerància a la glucosa i una glicèmia més gran o igual a 11.1 mmol/dl (200 mg/dl) és considerada diabetis mellitus.
Un TTOG pot ser normal o molt poc anormal en una resistència a la insulina lleu. Hi han elevats nivells de glucosa en les primeres mesures, reflectint la pèrdua d'un pic postprandial (després de l'àpat) en la producció d'insulina. L'ampliació del test (durant unes quantes hores més) pot mostrar una hipoglucèmia, que és el resultat d'un augment en la producció d'insulina després del fracàs de la resposta fisiològica d'insulina de postprandial.

### Mesurament de resistència a la insulina

#### Pinçament euglucèmic hiperinsulinèmic
El millor patró per investigar i quantificar la resistència d'insulina és el "pinçament euglucèmic hiperinsulinèmic ", anomenat així perquè mesura la quantitat de glucosa necessària per compensar un nivell d'insulina augmentat sense provocar hipoglucèmia. No s'hauria d'utilitzar el terme clamp euglucèmic hiperinsulinèmic.
La prova no s'utilitza massa clínicament, però si per avaluar els efectes dels diferents medicaments. La proporció de glucosa que s'ha de fer normalment per infusió, s'anomena en el context de la diabetis com a valor de GINF.
El procediment dura aproximadament 2 hores. A través d'una vena perifèrica, es fa una infusió d'insulina de 10-120 mU per m² per minut. Per compensar la infusió d'insulina, es fa una infusió de glucosa al 20% per mantenir els nivells de sucre en sang entre 5 i 5.5 mmol/l. La proporció d'infusió de glucosa està determinada comprovant els nivells de sucre en sang cada 5 - 10 minuts. Les infusions d'insulina de dosi baixa són més útils per avaluar la resposta del fetge, mentre que les infusions d'insulina de dosi alta són útils per avaluar l'acció d'insulina perifèrica (i.e, múscul i greix).
La proporció d'infusió de glucosa durant els 30 darrers minuts de la prova determina la sensibilitat d'insulina. Nivells alts (7.5 mg/min o més) indiquen que el pacient és sensible a la insulina. nivells molt baixos (4.0 mg/min o més) indiquen que el cos és resistent a l'acció d'insulina. Nivells d'entre 4.0 i 7.5 mg/min no són definitius i suggereixen "intolerància a la glucosa", que és un primer signe de resistència a la insulina.
Aquesta tècnica bàsica pot ser significativament realçada per l'ús de marcadors de glucosa. La glucosa es pot etiquetar amb àtoms estables o radioactius. Els marcadors més utilitzats són 3-3 H glucosa (radioactiu), 6,6 2 H-glucosa (estable) i 1-13 Glucosa C (estable). Abans de començar el període hiperinsulinèmic, una injecció de marcador durant de 3 h ens permet un determinar la proporció basal de producció de glucosa. Durant la grapa, les concentracions de marcador de plasma permeten el càlcul de la insulina estimulada pel metabolisme de la glucosa de tot el cos, així com la producció de glucosa del propi cos (i.e., producció de glucosa endògena).

#### Prova de Supressió d'Insulina Modificada
Una altra mesura de resistència d'insulina és la prova de supressió d'insulina modificada desenvolupada per Gerald Reaven a Stanford University. La prova es relaciona bé amb la grapa euglicèmic amb menys error dependent de l'operador. Aquesta prova s'ha utilitzat per avançar al llarg del cos la investigació relacionada amb la síndrome metabòlica.
Els pacients inicialment reben 25 mcg d'octreotid (Sandostatin) en 5 ml de més durant 3-5 min. com a bol inicial, i llavors se'ls infondrà contínuament una infusió intravenosa de somatostatina (0.27 µgm/m²/min) per suprimir la secreció d'insulina i glucosa endògena. Insulina i glucosa d'un 20% es fa llavors una infusió a proporcions de 32 a 267mg/m²/min, respectivament. La glucosa en sang es comprova als 0, 30, 60, 90, i 120 minuts, i després cada 10 minuts durant la darrera mitja hora de la prova. Es fa una mitjana d'aquests 4 últims valors per determinar el nivell de glucosa del plasma constant. Individus amb un SSPG més gran de 150 mg/dl són considerats resistents a la insulina.

### Alternatives
Donat la complicació natural de la tècnica de "clamps" (i els perills potencials d'hipoglucèmia en alguns pacients), s'han buscat alternatives per simplificar la mesura de resistència a la insulina. La primera era l'Avaluació Modèlica Homeostàtica (HOMA), i un mètode més recent és l'índex quantitatiu de comprovació de sensibilitat de la insulina (QUICKI). Els dos empren nivells d'insulina i glucosa en el dejuni per calcular la resistència a la insulina. Wallace va afirmar que QUICKI és el logaritme del valor d'una de les equacions d'HOMA

## Causes de resistència a la insulina

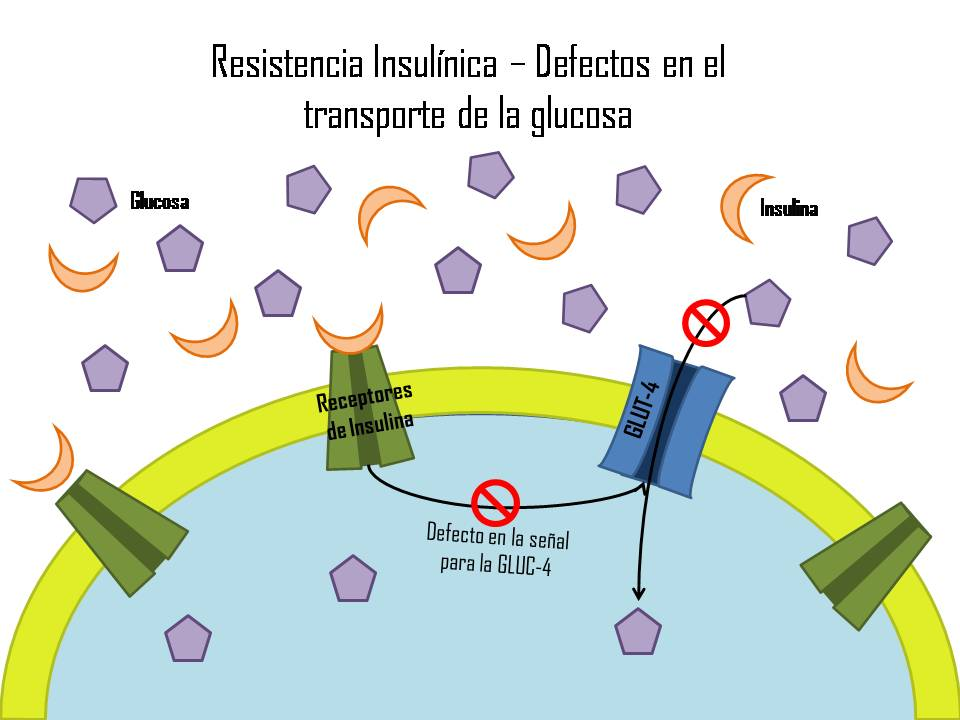

Hi ha diversos nivells de causalitat de resistència a la insulina com poden ser la dieta, cel·lular, molecular, genètica, i malalties.

### Dieta
Existeixen estudis per connectar relacionar la resistència a la insulina amb una dieta elevada amb carbohidrats. Un estudi americà ha mostrat que la glucosamina (sovint prescrita per problemes relacionats) pot provocar la resistència a la insulina. La resistència a la insulina també se l'ha relacionat amb PCOS (síndrome d'ovaris poliquístics). Els altres estudis encara estan en curs. Uns altres estudis també ho han relacionat amb quantitats elevades de fructosa (p. ex., en HFCS - almívar de blat de moro alt en fructosa, actualment l'edulcorant nutritiu més barat disponible en quantitats industrials); en humans, la fructosa causa els canvis dels perfils lípidics de la sang, entre d'altres, principalment els seus efectes sobre les funcions del fetge. Les quantitats altes de sacarosa corrent (i.e. sucre de taula) en la dieta del món desenvolupat es considera també sospitós de tenir algun efecte de causalitat sobre el desenvolupament de resistència a la insulina (la sacarosa és 1/2 fructosa, que pot explicar l'efecte, si n'hi ha). La resistència a la insulina ha augmentat amb l'augment del consum de sucre i els usos mercantils substancials de HFCS des de la seva introducció als camps de l'alimentació; l'efecte també pot ser causat a partir d'uns altres canvis a la dieta. Una propera investigació pot ser que distingeixi entre aquestes possibles causes.

### Cel·lular
A nivell cel·lular, la circulació excessiva d'insulina sembla que contribueixi a la resistència a la insulina mitjançant la regulació dels receptors d'insulina. Això passa a causa de prolongades i nombroses elevacions de la circulació d'insulina. La presència de resistència a la insulina típicament precedeix la diagnosi de DM2, els nivells de glucosa elevats en sang són l'estímul principal per la secreció i producció d'insulina, el consum excessiu de carbohidrats és un contribuent probable. A més a més, algun cas de DM2 exigeix tanta insulina externa que aquesta regulació contribueix que desenvolupi resistència a la insulina.
La inflamació també sembla que impliqui una resistència a la insulina. Els ratolins sense senyals de JNK1 no desenvolupen resistència a la insulina sota condicions dietètiques que normalment si que en desenvoluparien.
La deficiència de vitamina D també està associada amb la resistència a la insulina.
Algunes investigacions han apuntat una interacció complexa entre elevats àcids grassos lliures i citocines inflamatòries que s'ha observat en l'obesitat i que activa la isoform teta C de la proteïna Cinasa. PKC Teta inhibeix l'activació del Substrat de Receptor d'Insulina (IRS) i per això evita la captació de glucosa en resposta a la insulina.

### Molecular
La resistència a la insulina proposada a nivell molecular per ser una reacció d'excés nutricional per dismutació dels superòxids en les cèl·lules mitocondrials que actuen com a mecanisme de defensa antioxidant. Aquest lligam sembla que existeixi sota diverses causes de resistència a la insulina. També es basa en el descobriment que la resistència d'insulina pot ser ràpidament invertida exposant les cèl·lules desacoblants mitocondrials, inhibidors de la cadena transportadora d'electrons, o el superòxid mitocondrial dismutasa mimètic.

### Genètica
La variabilitat individual és una causa sense component hereditari, però hi ha una probabilitat més gran de desenvolupar resistència a la insulina i DM2 amb persones que tenen parents propers que han desenvolupat aquesta última.

### Malalties
La síndrome de Cushing i l'hipogonadisme (nivells baixos de testosterona) sembla que siguin les principals causes de resistència a la insulina.
La investigació i experimentació recent ha descobert un cas relacionat amb la resistència a la insulina i DM2 que no és l'obesitat. S'ha observat durant molt de temps rates que han tingut algun tipus de cirurgia bariàtrica, han augmentat la sensibilitat d'insulina i fins i tot han remès la DM2. Es va descobrir que en un diabètic o insulinoresistent que no és obès, que els ha extret quirúrgicament l'intestí prim proximal i el duodè també han experimentat un augment de sensibilitat de la insulina i remissió de DM2. Això suggeria una cirurgia similar en humans, i els primers informes en revistes mèdiques són que es veu el mateix efecte en humans, com a mínim el petit nombre que han participat en el programa quirúrgic experimental. S'intueix que alguna substància es produeix en aquella porció de l'intestí prim que indica a les cèl·lules del cos que es converteixin en insulinoresistents. Si el teixit que produeix aquests senyals s'extirpa, el senyal cessa i les cèl·lules tornen a tenir una sensibilitat cap a la insulina normal. No s'ha trobat cap substància encara, així que tot queda en suposicions.

## Condicions associades
- Estil de vida sedentari, resultat dels efectes d'envelliment sobre el cos o manca d'exercici físic (tots dos, a més, poden produir obesitat)
- Hemocromatosi
- Tabaquisme
- Cafè (Un estudi canadenc ha trobat que el consum de cafeïna et fa la insulina més resistent a alteracions de sucre en sang en pacients amb diabetis i sense.)
- Síndrome de l'ovari poliquístic (SOP)
- Síndrome de Cushing
- Alguns medicaments (p. ex. rifampicina, isoniacida, olanzapina, risperidona, progestàgens, glucocorticoides, molts antiretrovirals, possiblement alcohol,[15] metadona)
- Causes genètiques
  - Mutacions dels receptors d'insulina (Síndrome de Donohue)
  - Mutacions LMNA (Lipodistròfia parcial familiar)

La resistència a la insulina també pot ser provocada per cèl·lules del fetge que han sofert un defecte de receptors d'insulina als hepatòcits.

## Tractament
El tractament primari per a la resistència d'insulina és pèrdua de pes i exercici físic. L'índex de glucèmia baix o dietes baixes en carbohidrats també són de gran ajuda. La metformina i les tiazolidindiones milloren la resistència d'insulina, però només s'aproven les teràpies per a DM2, no per la resistència a la insulina. En canvi, la teràpia de substitució d'hormona del creixement pot ser associada amb un augment de resistència a la insulina. La metformina s'ha convertit en un dels medicaments que més es prescriuen en la resistència a la insulina, actualment també s'utilitza un altre, l'exenatide (comercialitzat com Byetta). L'exenatide no s'ha aprovat amb l'excepció d'ús en diabètics, però sovint millora la resistència a la insulina amb el mateix mecanisme. També s'ha utilitzat per ajudar a disminuir el pes en diabètics i resistents a la insulina, i s'està estudiant per a aquest ús i per la pèrdua de pes en gent que n'ha guanyat mentre pren antidepressius.
El Programa de Prevenció de la Diabetis mostra que l'exercici i la dieta eren gairebé dues vegades més eficaços que la metformina en el risc d'avançar cap a DM2.
Molta gent amb resistència a la insulina, actualment segueix la iniciativa d'alguns diabètics, i afegeix canyella en dosis terapèutiques a la seva dieta per ajudar a controlar el sucre de la sang. Això té el perill d'augmentar el risc d'hemorràgia, ja que la majoria de les preparacions de canyella comercials són elaborades amb càssia (Cinnamomum aromaticum), que també conté anticoagulants; mentre que "la veritable canyella" (Cinnamomum Zeylanicum o sp. verum) no ho fa.
Alguns tipus d'àcids grassos monoinsaturats i greixos saturats semblen promoure la resistència a la insulina, mentre que alguns tipus d'àcids grassos poliinsaturats (omega-3) poden augmentar la seva sensibilitat.
Hi ha estudis científics que mostren que el vanadi (p. ex., sulfat de vanadi) i crom (p. ex., en picolinat de crom i fórmules de GTF) en dosis raonables també han mostrat eficàcia per la millora de la sensibilitat d'IR, però aquests efectes encara causen controvèrsia.
Enfocaments Naturopàtics de la resistència a la insulina inclouen aquesta suplementació de vanadi, meló amarg (Momordica, que és perillós si no s'utilitza amb cura), i Gymnema silvestre.
Un estudi ha trobat que el crom és necessari per mantenir una tolerància a la glucosa normal.
L'administració diària de Mg, que restaura una concentració de Mg intracel·lular apropiada, contribueix a millorar una resposta a la insulina aconseguida mitjançant la glucosa. Consum elevat de Mg diari, prediu una incidència baixa de NIDDM.

## Història
El concepte que la resistència a la insulina pugui ser la causa subjacent de la DM2 va ser descobert pel prof. Wilhelm Falta i es publicava a Viena el 1931, i ho va confirmar el senyor Harold Percival Himsworth del College Hospital Medical Centre in London.